# PPS通信社
PPS通信社（ピーピーエスつうしんしゃ、登記名：株式会社ピーピーエス通信社、英語名：Pacific Press Service、略称：PPS）は日本のストックフォトライブラリー。
1965年に設立されて以来、主に出版・放送・広告業界などへ写真の使用権のライセンスを行ってきた。2001年に検索ウェブサイト「PPS■画像検索システム」でオンラインでの提供を始めた。
2023年9月4日に東京地方裁判所から破産手続開始決定を受けた。

## 業務
- 写真の使用権のライセンス
- 写真展の企画・制作・主催
- 写真プリントの販売

## ライセンス形式
- ライツマネージ（RM）：使用媒体、期間、部数、地域などの諸条件により使用料が設定されて販売される。
- ロイヤリティフリー（RF）：画像のサイズ別に価格が設定されて販売される。

## 写真の供給元
PPSの取り扱う写真は、日本国内および海外の提携先企業やフリーランスの写真家から販売を委託されているものである。以下は主な海外の提携先。
- ライツマネージ
  - Alamy（イギリス）
  - Bridgeman Images（イギリス）
  - Heritage Image Partnership（イギリス）
  - Mary Evans Picture Library（イギリス）
  - Science Photo Library（イギリス）
  - The Granger Collection（アメリカ）
  - Muench Photography（アメリカ）
  - Science Source（アメリカ）
  - AKG（ドイツ）
  - Erich Lessing Culture & Fine Arts（オーストリア）
  - AGE Fotostock（スペイン）
  - Album（スペイン）
- ロイヤリティフリー
  - Alamy（イギリス）
  - AGE-Pixtal（スペイン）

## 写真展活動
1974年からデパートの文化催事場や美術館などのために数多くの写真展の企画・制作・主催を行ってきた。2001年の時点ですでに100企画を超えている。
たとえば、以下のとおり。
- アジェ展（1991年、銀座・プランタン）
- マルク・リブ－展（1991年、銀座・松屋）

## 写真プリント販売
PPSが販売した主要な写真プリントコレクション
- アンリ・カルティエ＝ブレッソン
- ロバート・キャパ
- ユージン・スミス
- エルンスト・ハース

## 受賞
- 第14回日本写真家協会賞（授賞理由：写真展活動）